# Бовін Олександр Євгенович
Олександр Євгенович Бовін (нар. 9 серпня 1930, Ленінград — пом. 29 квітня 2004, Москва) — радянський і російський журналіст, публіцист, політолог і дипломат. З 1970 по 1982 рік — спічрайтер генерального секретаря ЦК КПРС Леоніда Брежнєва. Член Центральної Ревізійної комісії КПРС у 1981—1986 роках.
Член КПРС з 1951 року (написав заяву про вихід з партії 19 серпня 1991). Кандидат філософських наук (1969). Лауреат Державної премії СРСР (1981).

## Біографія
З 1941 по 1947 рік жив і навчався в Хабаровську, в школі № 5.
У 1953 році закінчив юридичний факультет Ростовського державного університету, рік працював народним суддею міста Хадиженська Краснодарського краю. В 1954—1955 роках — завідувач відділу пропаганди і агітації Нефтегорського райкому. В 1955 році — заступник директора Хадиженського ліспромгоспу. В 1955—1956 роках — знову народний суддя Хадиженська. Після закінчення навчання в аспірантурі філософського факультету МДУ (1959) — науковий консультант редакції філософії журналу «Комуніст».
У 1963—1972 роках — консультант, керівник групи консультантів 2-го міжнародного відділу ЦК КПРС. У цей період Бовін тісно співпрацював з Юрієм Андроповим, в той період — секретарем ЦК КПРС. Кандидат філософських наук (1969), тема дисертації — «Комуністи і соціал-демократи. (Деякі проблеми ідейно-політичної боротьби в сучасному робітничому русі)».
Протягом ряду років Олександр Бовін був спічрайтером генерального секретаря ЦК КПРС Леоніда Брежнєва. Тетяна Окулова-Мікешіна називає Бовіна автором усіх відомих «сентенцій» Брежнєва: «Економіка повинна бути економною», «Ми стали на цей шлях і з нього не зійдемо».
Відносив себе до шістдесятників. У 1968 році під час Празької весни Бовін брав участь у переговорах з чехословацької стороною (Дубчек, Біляк, Гусак, Крігель та ін.) в прикордонному місті Чієрна-над-Тісоу. Займав досить незалежну позицію з приводу вторгнення військ Варшавського договору до Чехословаччини.
Незалежна позиція Олександр Бовіна сприяла його переведенню до газети «Известия». За його власною версією, причиною зміни місця роботи стала його сміливі думки: «Перебуваючи в Сочі, я іноді писав листи друзям. І в одному з таких листів, будучи, мабуть, у збудженому стані, я дав негативну характеристику партійним бонзам, з якими доводилося працювати. Лист потрапив до КДБ». «Комерсант» наводить легенду, яка свідчить, що на якийсь дружній вечірці його запитали, чи він читав останню промову Леоніда Ілліча. «Що значить „читав“? Я її писав», — відповів Олександр Бовін і наступного ж дня розпочав нову кар'єру — політичного оглядача газети «Известия». Але співпраця з генеральним секретарем продовжувалася і пізніше: за твердженням Федора Бурлацького, саме Бовін прописав пасаж про керівну роль комуністичної партії в брежнєвській конституції 1977 року: «я зробив йому зауваження: але цього навіть у сталінській конституції немає. У сталінській, каже, немає, зате є пряма вказівка Леоніда Ілліча».
З 1972 по 1991 рік — політичний оглядач газети «Известия». Працював ведучим щотижневої телевізійної програми «Міжнародна панорама». Член Центральної ревізійної комісії КПРС (1981—1986).
Дипломатичний ранг Надзвичайного і Повноважного Посла присвоєно 12 листопада 1991 року. За тиждень до розпаду СРСР був призначений Надзвичайним і Повноважним Послом СРСР в Ізраїлі, а після розпаду СРСР до 1997 року був послом Російської Федерації. У березні 1997 року був звільнений з посади у зв'язку з виходом на пенсію. В Ізраїлі неодноразово виступав із заявами стосовно політики державного антисемітизму в СРСР.
З вересня 1997 по 2000 рік — знову політичний оглядач газети «Известия». З грудня 1997 року — автор і ведучий публіцистичної програми «Розмова по суті» на телеканалі «ТВ Центр». Публікувався в журналі «Підсумки». З осені 2000 року вів щотижневу авторську програму на «Радіо Росії» «Світ за тиждень» (до своєї смерті).
Був завідувачем кафедри журналістики Російського державного гуманітарного університету (РДГУ). У 2001 році підписав лист на захист телеканалу НТВ. У 2002 році — ведучий 10-хвилинного авторського випуску «24 з Олександром Бовіним», що демонструвався на REN-TV по п'ятницях о 19:30.
Яків Кедмі відгукувався так: «Бовін — представник справжньої російської інтелігенції. З широким кругозором, дуже сердечний. Типовий росіянин у найкращих своїх проявах. Життєлюб, він любив добре закусити, при нагоді — випити. Не скажу, що він був людиною відвертою, але чесною. У ньому не було якоїсь фальші, ігри. Олександр Бовін щиро любив свою країну, але ніяких фобій до інших народів і країн не відчував… Бовін працював з Андроповим, і до цієї людини у нього було особливе, дуже особисте ставлення».
Помер у Москві, вдома, від крововиливу в мозок у ніч на 29 квітня 2004 року. Церемонія прощання пройшла 2 травня в Центральній клінічній лікарні, був похований на Троєкуровському кладовищі.

### Родина
- Батько — Євген Олексійович Бовін, військовослужбовець
- Мати — Агнеса Іванівна Бовіна (Борисова)

Був одружений. Залишилися донька й онук.

## Кіновтілення
- Олександр Семчев — «Брежнєв», 2005.

## Нагороди
- Орден «За заслуги перед Вітчизною» III ступеня (10 серпня 1999 року) — за заслуги перед державою, великий внесок у зміцнення дружби і співробітництва між народами, багаторічну плідну діяльність у галузі друку[15]
- Орден Леніна (8 серпня 1980 року) — за великі заслуги в розвитку радянської преси і у зв'язку з п'ятдесятиріччям з дня народження[16]
- Орден Жовтневої Революції (1971 рік)
- Орден Трудового Червоного Прапора (1967 рік)
- Подяка Президента Російської Федерації (28 липня 2000 року) — за активну участь у роботі Комісії з питань помилування при Президенті Російської Федерації[17]
- Подяка Президента Російської Федерації (7 січня 2002 року) — за активну участь у роботі Комісії з питань помилування при Президенті Російської Федерації[18]